# チャンネル・アフリカ
チャンネル・アフリカ（Channel Africa）は、南アフリカ放送協会の国際放送。
短波、衛星、インターネットでの放送を行っており、南アフリカ、アフリカ大陸のニュース、文化、スポーツ、時事などを中心に放送している。

## 沿革
チャンネル・アフリカは、かつて南アフリカで実施されていたアパルトヘイトと密接に関係のあることで有名だったラジオ RSA (en:Radio RSA)が前身で、1992年10月1日に開局した。
1994年に南アフリカではアパルトヘイトが撤廃され平等主義政策が始まると、南アフリカ放送協会の放送サービスだったチャンネル・アフリカは、アパルトヘイト寄りだった方針を改め、新生南アフリカの基礎となる平等主義に合致した放送をすることを約束した。当時チャンネル・アフリカは、自社をアフリカ大陸や国際放送の分野で重要な放送局にするという役割を果たすために、会社の未来像とその使命を明確に立案する作業に直面することとなった。
チャンネル・アフリカは3種類の放送形態を持っている。短波、衛星、そしてインターネットで、チェワ語、ロジ語 (en:Lozi language)、スワヒリ語、英語、フランス語、ポルトガル語の各言語で放送している。衛星放送はPAS-10経由で、SENTECH (en:Sentech) のデコーダを使用することによって聴取できる。短波放送は南、東、西アフリカをカバーし、もちろんインターネット放送は全世界をカバーしている。
また、チャンネル・アフリカの番組はイギリスに本社があるワールド・ラジオ・ネットワーク (en:World Radio Network) でも放送されている。